# 天蝎座V861
天蝎座V861，又名CD-4010975，HD 152667、SAO 227473、HR 6283，是天蝎座的一颗恒星，视星等为6.15，位于銀經344.53，銀緯1.46，其B1900.0坐标为赤經16h 49m 38.3s，赤緯-40° 1.46′ 47″。